# Championnat de Tunisie de football 2002-2003
Navigation
Saison précédente Saison suivante
La saison 2002-2003 du Championnat de Tunisie de football était la 48e édition de la première division tunisienne à poule unique, la Ligue Professionnelle 1. Les douze meilleurs clubs tunisiens jouent les uns contre les autres à deux reprises durant la saison, à domicile et à l'extérieur. En fin de saison, les deux derniers du classement sont relégués et remplacés par les deux meilleurs clubs de Ligue Professionnelle 2.
L'Espérance sportive de Tunis, tenante du titre depuis 5 saisons, décroche le 18e titre de champion de Tunisie de son histoire en terminant en tête du classement, avec 19 points d'avance sur l'Étoile sportive du Sahel et 22 sur le Club Africain. À noter que les 4 premiers sont les mêmes que lors des 2 dernières saisons, dans un ordre identique.

## Les 12 clubs participants
| - CA Bizerte - Club africain - Espérance sportive de Tunis - Étoile sportive du Sahel - Association sportive de Djerba - Promu de LP2 - Union sportive monastirienne | - Club Sportif de Hammam-Lif - Stade tunisien - CS sfaxien - Espérance sportive de Zarzis - Avenir sportif de La Marsa - Promu de LP2 - Olympique de Béja |

## Compétition

### Classement
Le barème de points servant à établir le classement se décompose ainsi :
- Victoire : 3 points
- Match nul : 1 point
- Défaite : 0 point

| Rang | Équipe                             | Pts | J  | G  | N  | P  | Bp | Bc | Diff |
| ---- | ---------------------------------- | --- | -- | -- | -- | -- | -- | -- | ---- |
| 1    | Espérance sportive de Tunis (T)    | 57  | 22 | 18 | 3  | 1  | 47 | 17 | +30  |
| 2    | Étoile sportive du Sahel (C2)      | 38  | 22 | 11 | 5  | 6  | 32 | 18 | +14  |
| 3    | Club Africain                      | 35  | 22 | 10 | 5  | 7  | 23 | 20 | +3   |
| 4    | CS sfaxien                         | 31  | 22 | 8  | 7  | 7  | 28 | 23 | +5   |
| 5    | Stade tunisien (C)                 | 30  | 22 | 8  | 6  | 8  | 28 | 27 | +1   |
| 6    | Union sportive monastirienne       | 29  | 22 | 6  | 11 | 5  | 23 | 21 | +2   |
| 7    | Club Sportif de Hammam-Lif         | 29  | 22 | 8  | 5  | 9  | 24 | 28 | -4   |
| 8    | CA Bizerte                         | 28  | 22 | 7  | 7  | 8  | 21 | 22 | -1   |
| 9    | Avenir sportif de La Marsa (P)     | 25  | 22 | 7  | 4  | 11 | 18 | 28 | -10  |
| 10   | Olympique de Béja                  | 24  | 22 | 6  | 6  | 10 | 18 | 23 | -5   |
| 11   | Association sportive de Djerba (P) | 18  | 22 | 5  | 3  | 14 | 21 | 41 | -20  |
| 12   | Espérance sportive de Zarzis       | 18  | 22 | 4  | 6  | 12 | 15 | 30 | -15  |

|  | Qualification pour la Ligue des champions 2004                                                                                          |
|  | Qualification pour la Coupe de la CAF 2004                                                                                              |
|  | Relégation directe en Ligue Professionnelle 2                                                                                           |
|  | (T) Tenant du titre (C) Vainqueur de la Coupe de Tunisie (P) Club promu de deuxième division (C2) Vainqueur de la Coupe des Coupes 2003 |

## Bilan de la saison
| Championnat de Tunisie de football 2002-2003             |                                         |
| Champion                                                 | Espérance sportive de Tunis (18e titre) |
| Coupes et trophées                                       |                                         |
| Vainqueur de la Coupe de Tunisie 2002-2003               | Stade tunisien                          |
| Vainqueur de la Coupe de la Ligue tunisienne de football | CS sfaxien                              |
| Qualifications continentales                             |                                         |
| Ligue des champions 2004                                 | Espérance sportive de Tunis             |
| Ligue des champions 2004                                 | Étoile sportive du Sahel                |
| Coupe de la CAF 2004                                     | Club Africain                           |
| Coupe de la CAF 2004                                     | Stade tunisien                          |
| Ligue des champions arabes 2003-2004                     | CS sfaxien                              |
| Ligue des champions arabes 2003-2004                     | Étoile sportive du Sahel                |
| Ligue des champions arabes 2003-2004                     | Espérance sportive de Tunis             |
| Promotions et relégations                                |                                         |
| Promus en Ligue Professionnelle 1                        | Étoile sportive de Béni Khalled         |
| Promus en Ligue Professionnelle 1                        | Club olympique des transports           |
| Relégués en Ligue Professionnelle 2                      | Association sportive de Djerba          |
| Relégués en Ligue Professionnelle 2                      | Espérance sportive de Zarzis            |